# Tout en haut du monde
Pour plus de détails, voir Fiche technique et Distribution.
Tout en haut du monde est un film d'animation franco-danois réalisé par Rémi Chayé et sorti en 2015. C'est un dessin animé en aplats de couleurs. Il relate l'aventure d'une jeune fille russe qui part à la recherche de son grand-père disparu pendant une expédition vers le pôle Nord à la fin du XIXe siècle. Le film remporte plusieurs récompenses, dont le prix du public lors du festival d'Annecy en France en 2015.

## Synopsis

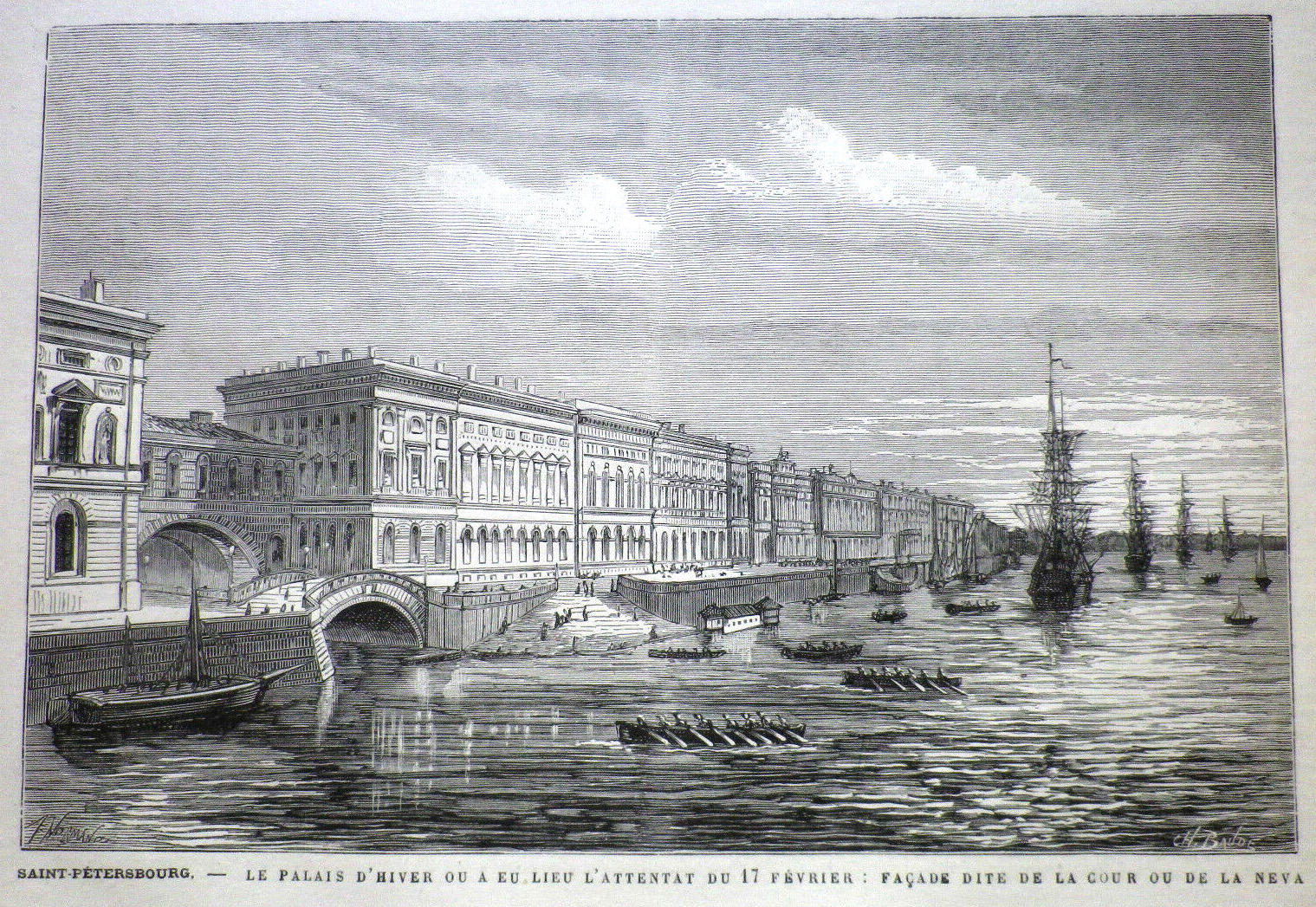
Saint-Pétersbourg en 1880.

L'histoire commence en 1882 à Saint-Pétersbourg, en Russie. Sacha est une jeune fille russe de l'aristocratie. Son grand-père Oloukine, qu'elle admire et aime beaucoup, est un grand explorateur qui a disparu à bord de son brise-glace, le Davaï, parti en expédition scientifique à la conquête du pôle Nord. Le tsar reproche au défunt grand-père de Sacha d'avoir perdu le Davaï, un brise-glace à la coque extrêmement résistante qu'il avait fait construire à grands frais. Il a promis une récompense d'un million de roubles à qui retrouverait le Davaï, mais les recherches menées pour retrouver le brise-glaces n'ont rien donné. Un jour, Sacha découvre par hasard un feuillet manuscrit de la main d'Oloukine indiquant qu'il n'a pas emprunté le chemin que l'on croyait pour gagner le pôle nord : il n'est pas passé par l'est mais par l'ouest. Le soir même, les parents de Sacha donnent un bal où est invitée la haute société pétersbourgeoise, dont le prince Tomsky, qui vient d'être nommé nouveau conseiller scientifique du tsar. Ce bal doit être le premier où Sacha sera présentée à la haute société. La jeune fille a écouté à la dérobée une conversation du prince et sait que celui-ci déteste Oloukine. Elle accepte néanmoins d'ouvrir le bal avec lui, mais, pendant et après la danse, elle tente de le convaincre que les secours n'ont pas cherché le Davaï au bon endroit. Le prince Tomsky en prend prétexte pour faire un scandale et humilier publiquement Sacha et ses parents. La famille de la jeune fille tombe alors en disgrâce. 
Sacha, mortifiée et n'ayant plus rien à perdre, s'enfuit, déterminée à partir elle-même à la recherche du bateau dans le Grand Nord. Après avoir gagné un port en train, elle passe un accord avec Larson, qui est second sur le Norge, un brise-glaces dont le capitaine est son frère, Lund. Larson accepte de prendre Sacha à son bord en échange de ses précieuses boucles d'oreilles, présent de son grand-père. Mais Lund décide de partir plus tôt que prévu et le Norge part sans que Larson n'ait rendu son bijou à Sacha. Démoralisée, la jeune fille reçoit un soutien inattendu de la part d'Olga, l'aubergiste du port. Olga accepte de loger et de nourrir Sacha pendant un mois, jusqu'au retour du navire du Norge, si Sacha travaille à l'auberge. La jeune fille, qui n'a jamais travaillé, découvre la rudesse des conditions de vie de l'aubergiste, mais se montre persévérante et finit par s'y habituer. Un mois plus tard, au retour du Norge, elle a préparé ses arguments et acquis assez d'aplomb pour convaincre Lund de partir à la recherche du Davaï (et du million de roubles). Elle exige d'être prise à son bord, puisque Larson a déjà dépensé le bijou qu'il lui avait pris et ne peut le lui rendre.
D'abord confinée dans la cabine de quarantaine, Sacha acquiert peu à peu l'estime et la confiance de l'équipage du Norge en apprenant la manœuvre. Elle se lie d'amitié avec le mousse, Katch, ainsi qu'avec l'un des huskys embarqués pour servir de chiens de traîneau. Le navire cingle toujours plus au Nord et doit affronter la banquise : la navigation devient risquée. En suivant les indications de Sacha, le brise-glaces arrive en vue d'un canot du Davaï. Lund, Sacha et plusieurs marins vont l'examiner tandis que Larson reste à bord avec ordre de quitter les lieux une heure plus tard si Lund n'est pas de retour, car les icebergs des environs sont dangereux. Larson désobéit et attend le retour de son frère pour partir, mais un iceberg chute à proximité du Norge et le fait s'échouer sur la banquise. En tentant de dégager le navire à coups de dynamite, Lund provoque l'effondrement d'un autre iceberg qui disloque le navire. Les marins parviennent à échapper au naufrage en sauvant une partie du matériel et de maigres vivres, mais Lund a été gravement blessé dans la catastrophe. 
Le seul moyen est de partir plus au Nord, où le Davaï a dû être pris par les glaces, selon Sacha. Le froid extrême, le rationnement croissant des vivres et la relation orageuse entre Lund et Larson instaurent un climat tendu parmi les hommes. L'expédition franchit une montagne au-delà de laquelle devrait se trouver le Davaï, mais il n'y a rien. Les vivres sont presque épuisés et un blizzard approche. Lund tente d'obliger Larson à l'abandonner pour avancer plus vite, mais Larson refuse. Les marins se disputent et accusent Sacha de les avoir menés à leur perte. Désespérée, la jeune fille se perd dans le blizzard, où elle manque de peu de mourir de froid. En bon animal psychopompe, un husky la guide alors vers le cadavre de son grand-père, statue gelée en position assise et tournée sereinement vers le pôle Nord. Oloukine tient un journal de bord qu'il destinait sa petite-fille. Le blizzard s'apaise, Sacha émerge de son inconscience mais elle est attaquée par un ours blanc que les marins, venus à leur recherche, tuent de justesse. L'expédition a de nouveau des vivres, la recherche du Davaï peut reprendre.
En lisant le journal d'Oloukine, Sacha apprend que son grand-père a dû faire face à une rébellion à bord avant de poursuivre la route seul, à pied sur la banquise. Il a bel et bien atteint le pôle Nord magnétique, en sacrifiant toute chance de retour. Grâce aux indications plus précises du journal, Sacha parvient à localiser le Davaï, mais doit s'y prendre à deux reprises, faute d'avoir tenu compte de la dérive des glaces. Enfin, après une pénible progression sur la banquise, l'équipage découvre le Davaï pris par les glaces, mais encore intact. Les marins font redémarrer les machines et entament joyeusement le retour vers Saint-Pétersbourg. Le générique de fin montre les retrouvailles entre Sacha et sa famille et le retour en grâce des parents de Sacha aux dépens du prince Tomsky.

## Fiche technique
- Titre : Tout en haut du monde
- Réalisation : Rémi Chayé
  - Assistante réalisation : Marie Vieillevie
- Scénario : Claire Paoletti, Patricia Valeix et Fabrice de Costil
- Musique : Jonathan Morali
- Animation : Slaven Reese et Han Jin Kuang Lian-Cho
- Montage : Benjamin Massoubre
- Direction artistique : Liane-Cho Han, Slaven Reese
- Production : Ron Dyens, Claus Toksvig Kjaer et Henri Magalon
- Sociétés de production : Sacrebleu Productions, Maybe Movies, 2 Minutes et France 3 Cinéma
- Sociétés de distribution : Diaphana Films (France, sortie en salles)
- Pays d'origine :  Danemark,  France
- Durée : 80 minutes
- Format : couleur - 2,35:1
- Dates de sortie :
  - France : 15 juin 2015 (Festival international du film d'animation d'Annecy) ; 27 janvier 2016 (sortie nationale)

## Distribution
- Christa Theret : Sacha

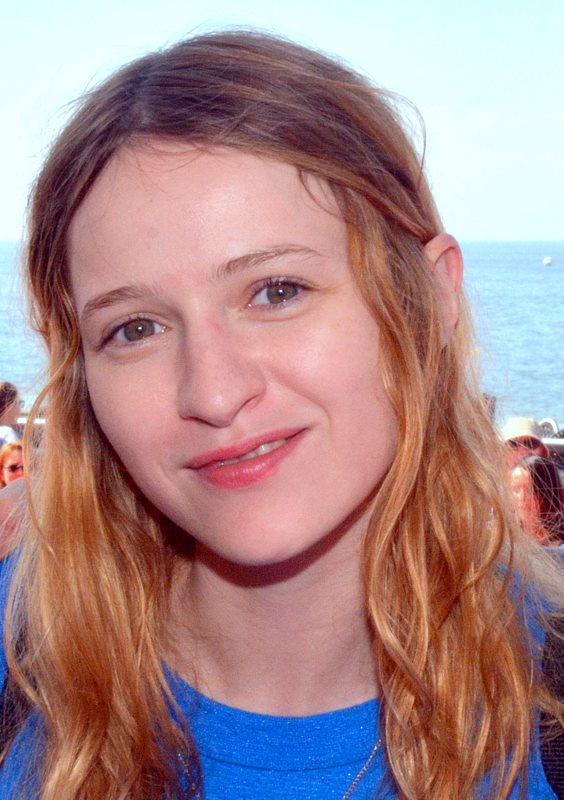
Christa Theret est l'interprète de Sacha dans le film.

- Anselme Marouvin-Sacksick : Sacha à 5 ans
- Féodor Atkine : Oloukine, grand-père de Sacha
- Loïc Houdré : Lund, capitaine du Norge, frère aîné de Larson
- Rémi Caillebot : Larson, second sur le Norge, frère cadet de Lund
- Thomas Sagols : Katch, mousse du Norge
- Rémi Bichet : le père de Sacha
- Juliette Degenne : la mère de Sacha
- Fabien Briche : prince Tomsky, conseiller scientifique du tsar
- Bruno Magne : Maloney, membre de l'équipage du Norge
- Cyrille Monge : Mowson, membre de l'équipage du Norge
- Stéphane Pouplard : Frenchy, membre de l'équipage du Norge
- Boris Rehlinger : Galway, membre de l'équipage du Norge
- Marc Bretonnière : Navy, membre de l'équipage du Norge
- Delphine Braillon	: Olga, l'aubergiste
- Audrey Sablé : Nadia, amie de Sacha
- Gabriel Le Doze : le recteur

Sous la direction de Viviane Ludwig.

## Conception du film

### Idée originale

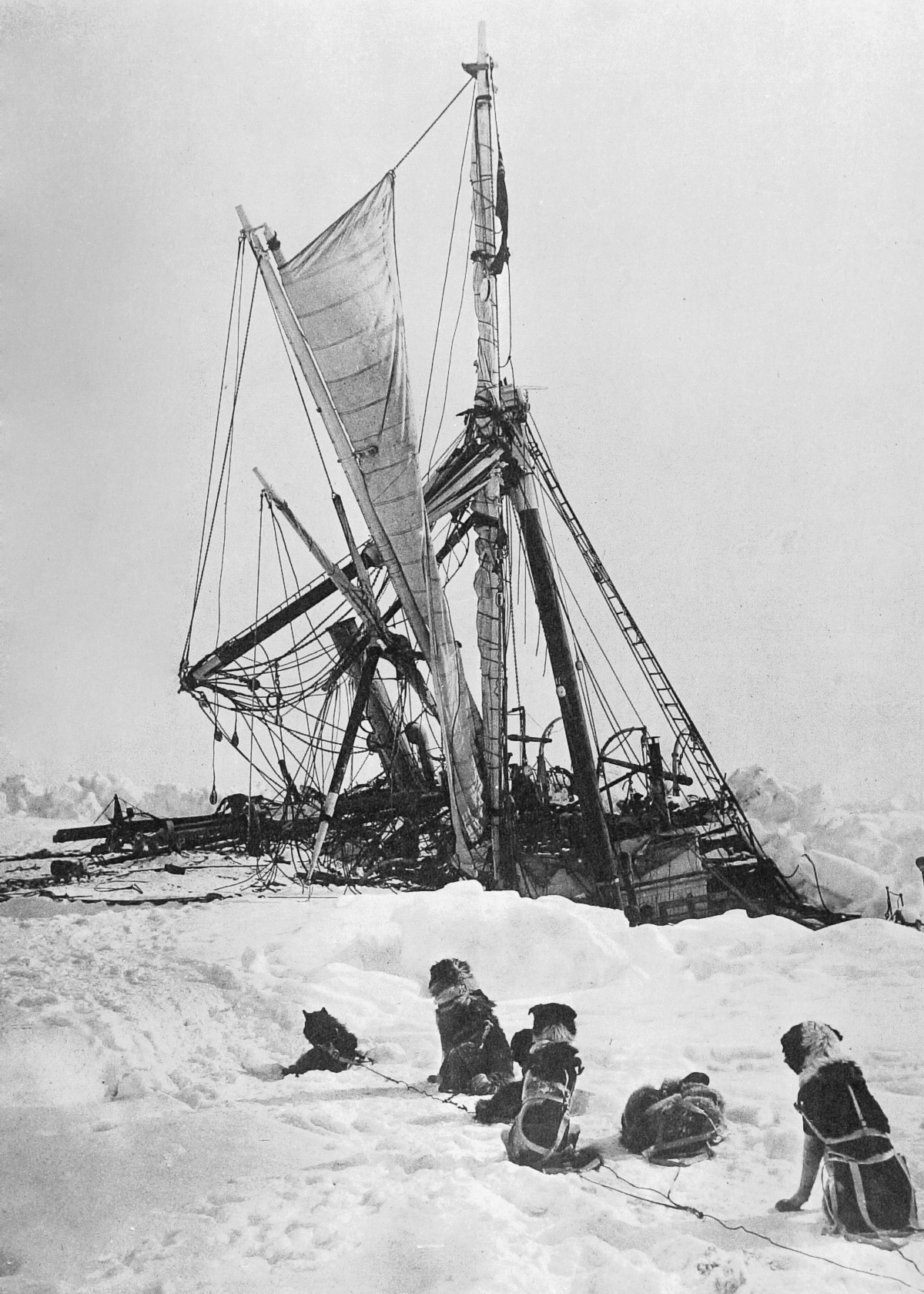
Le naufrage de l’Endurance, navire d'Ernest Shackelton, lors de son expédition en Antarctique, en 1915.

L'idée originale de Tout en haut du monde est conçue par la scénariste Claire Paoletti, qui élabore un projet de long-métrage d'animation au sujet d'une jeune fille de l'aristocratie russe partant à la recherche de son grand-père perdu sur la banquise. En 2005, Claire Paoletti, alors intervenante en scénario, rencontre Rémi Chayé à l'école d'animation de La Poudrière créée par le studio Folimage et lui propose l'idée. Rémi Chayé est tout de suite intéressé, car il a lu peu de temps auparavant le journal de bord de l'expédition polaire de l'explorateur britannique Ernest Shackleton (parti pour plusieurs expéditions polaires, dont l'expédition Endurance en Antarctique) et il apprécie l'idée de raconter une histoire située au XIXe siècle. Il se dit aussi influencé par la peinture russe de cette époque, notamment les tableaux de Répine. Claire Paoletti et Rémi Chayé entreprennent l'élaboration d'un projet de film en s'échangeant des inspirations, des idées et des textes. Le projet prend forme lentement et change beaucoup entre l'idée originale et le film terminé.

### Scénario
Claire Paoletti écrit une première version du scénario, puis demande et obtient une demande de réécriture auprès du Centre national de la cinématographie afin de la retravailler. Elle choisit Patricia Valeix comme référente en écriture : cette dernière propose de nombreuses idées nouvelles, au point de devenir coscénariste. Cependant, les auteurs et Rémi Chayé demeurent insatisfaits de leur histoire. L'héroïne ne suscite pas assez l'empathie à leurs yeux. Et surtout, à ce stade de l'écriture du scénario, l'aventure relate un échec, car Sacha ne cesse de proclamer que son grand-père est vivant et elle finit par le découvrir mort. Ils font alors appel à un troisième coscénariste, Fabrice de Costil, qui réécrit l'histoire sous l'angle de la recherche du bateau, le Davaï, ce qui permet de conférer à la recherche une fin plus positive. Il ajoute également le personnage d'Olga ainsi que l'idée d'une tension entre les deux frères Lund et Larson, et oriente le voyage de Sacha afin qu'elle apprenne l'importance de la cohésion d'un groupe, par distinction avec son grand-père qui est allé jusqu'à continuer sans ses marins.

### Financement
En 2008, Claire Paoletti et Rémi Chayé prennent contact avec Ron Dyens et le studio de production Sacrebleu Productions, avec qui ils entreprennent de rassembler les financements nécessaires au film. Henri Magalon, du studio Maybe Movies, intervient pendant la réécriture du synopsis. En 2012, les auteurs ont élaboré un pilote d'une durée de trois minutes, en utilisant pour le moment le style graphique de Rémi Chayé : cela leur permet d'obtenir des financements des chaînes France 3 et Canal+. En 2013, ils s'associent au studio danois Norlum : le film devient une co-production franco-danoise, quoique majoritairement française. Tout en haut du monde rassemble ainsi un budget restreint d'environ 6 millions d'euros. 

### Voix et bruitages

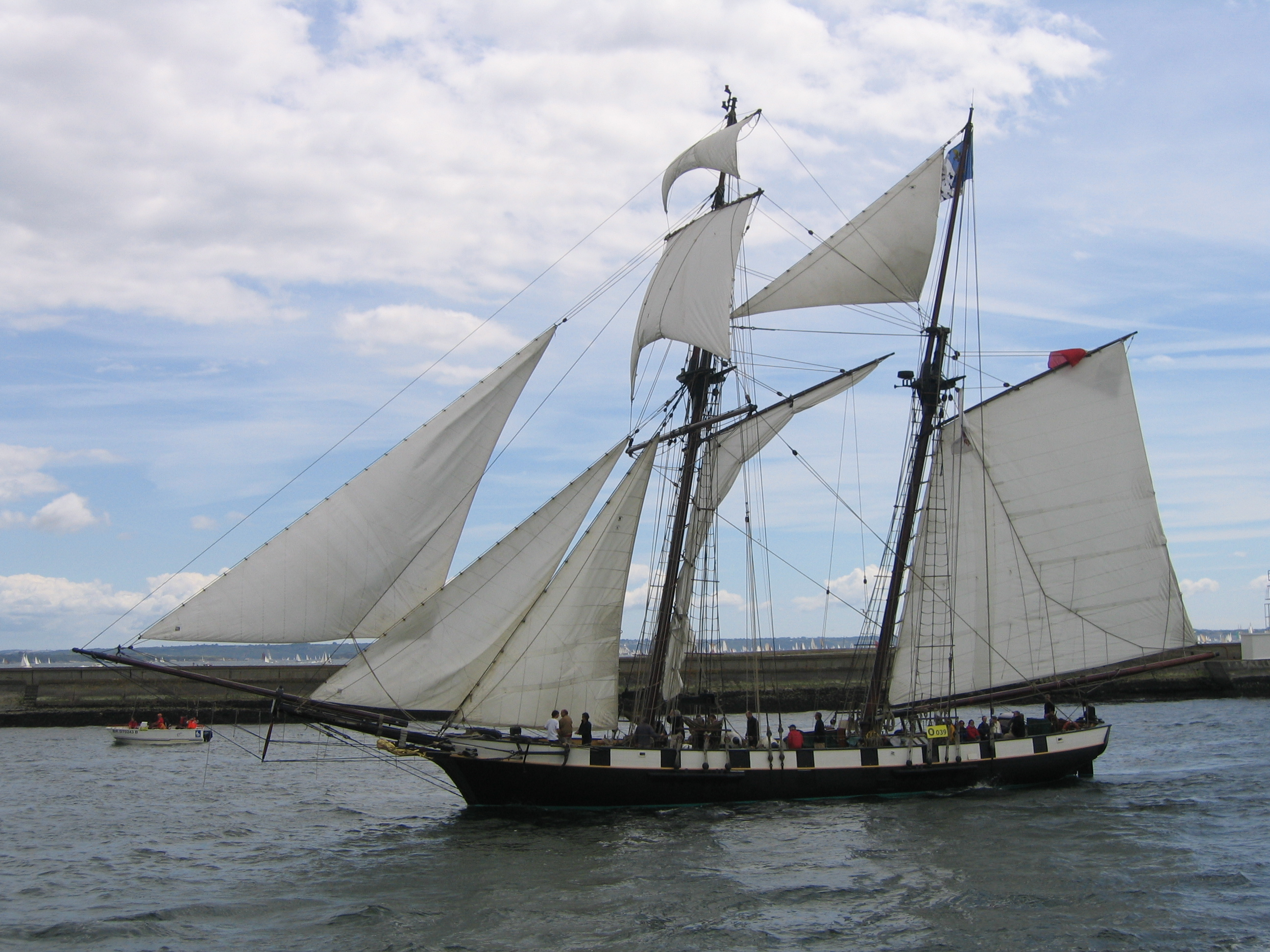
De nombreux bruitages ont été enregistrés à bord de l'aviso-goélette La Recouvrance (ici à Brest pendant les fêtes maritimes de 2008).

Les dialogues du film sont enregistrés en studio bien avant la fabrication des scènes animées, ce qui implique que les acteurs et actrices imaginent leur personnage et les scènes qu'ils jouent en s'accordant avec le réalisateur et les scénaristes. C'est l'occasion de proposer plusieurs directions possibles avant de faire des choix définitifs. Les séances d'enregistrement sont intensives car l'équipe dispose de peu de temps.
De nombreux bruitages du film sont enregistrés à Brest pendant des repérages sur l'aviso-goélette La Recouvrance. L'équipe du film peut filmer de nombreux gestes propres au quotidien des marins, mais aussi enregistrer de nombreux sons utiles pour constituer l'univers sonore du film : bruits de portes et de trappes, grincements de la coque et des cordages, claquements et frémissements des voiles, etc.

### Univers visuel
L'univers visuel du film est élaboré lentement. Le style de dessin de Rémi Chayé est assez réaliste et il doit le simplifier afin de l'adapter aux contraintes d'un film d'animation. Dans les premiers temps, il reste influencé par le style du film Brendan et le Secret de Kells (2009) sur lequel il a travaillé, puis il s'en éloigne peu à peu.
Il élabore finalement des dessins en aplats de couleurs, en supprimant le trait. Il choisit également de se concentrer sur les émotions des personnages plutôt que sur des détails réalistes, comme les plis et les boutons des vêtements ou les lacets des chaussures, afin d'obtenir un résultat très épuré. Dans un entretien pour Cartoon Brew en mars 2016, il explique : « Reproduire la réalité, avec les reflets et tout... cela ne m'intéresse pas vraiment. Je ne veux pas dépenser le budget à montrer chacun des cheveux de Sacha en détail. La simple forme de sa chevelure, combinée au rythme que le vent y ajoute, contribue à la poésie du film. »
Au moment de la fabrication du film, Rémi Chayé fait appel à plusieurs dessinateurs pour définir le style graphique définitif du film. Patrice Suau, directeur artistique sur la couleur, propose de s'inspirer des affiches des compagnies ferroviaires américaines des années 1940, qui employaient des graphismes très simples aux couleurs saturées.
Les artistes, puis les animateurs, travaillent sur ordinateur. Rémi Chayé présente Tout en haut du monde comme un film « zéro papier ».

### Storyboard et montage
Avant l'animation proprement dite, l'équipe du film conçoit une animatique, c'est-à-dire un storyboard animé incluant les voix et les bruitages. Puisque l'animation complète d'une scène coûte cher, l'animatique permet de faire toutes sortes d'essais en s'en tenant à de simples crayonnés et de choisir un montage pratiquement définitif avant de passer à la fabrication du film animé définitif. Les deux principaux artistes de storyboard sont Maïlys Vallade et LianeCho Han et le monteur principal est Benjamin Massoubre ; tous trois travaillent avec le réalisateur Rémi Chayé le coscénariste Fabrice de Costil pour élaborer une version pratiquement finale du film avant l'animation.

### Animation

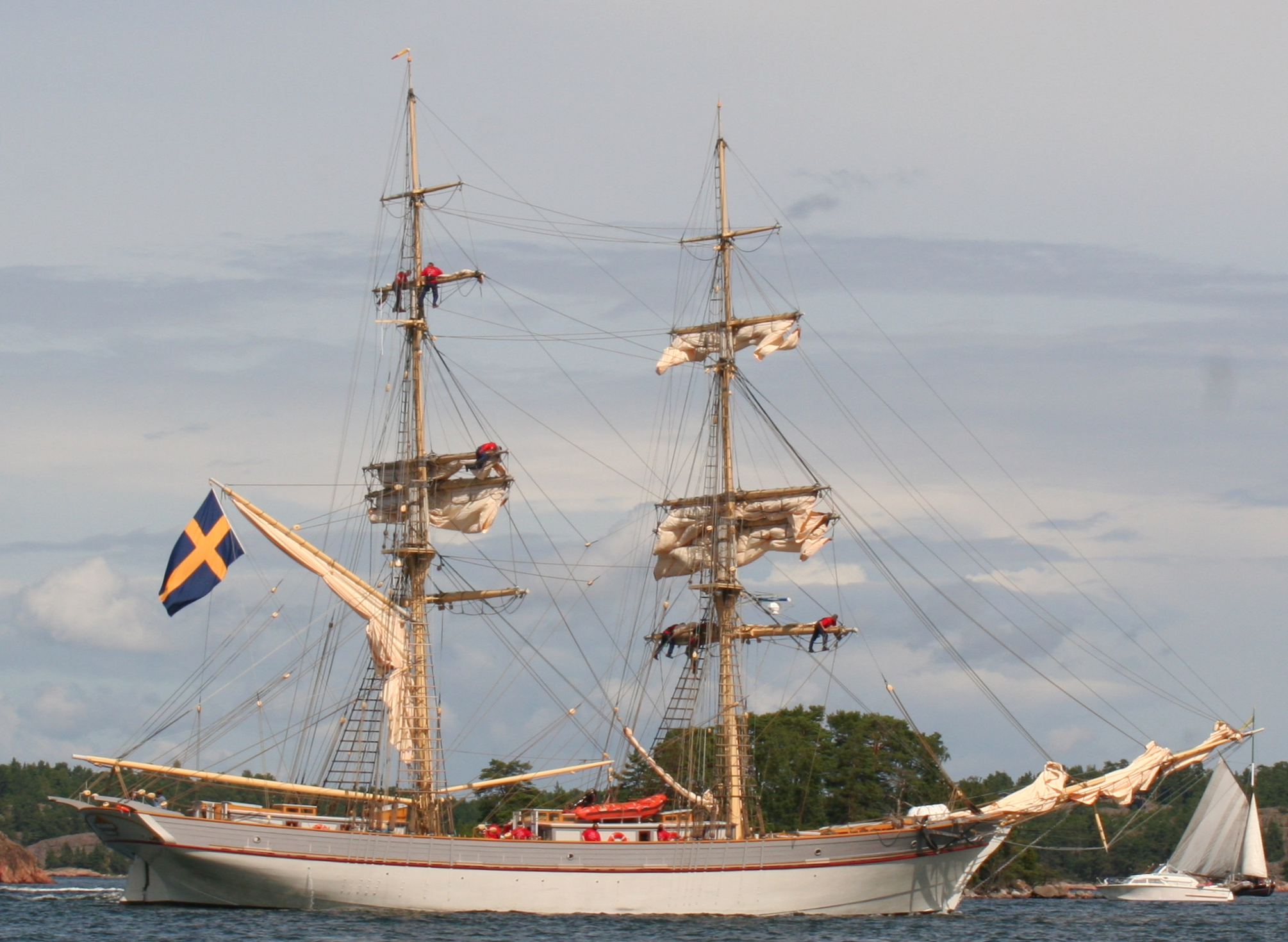
Le brick suédois Tre Kronor (ici à Stockholm en 2007) a inspiré l'apparence du Norge.

Le film est animé principalement en France, en collaboration avec le studio 2 minutes. L'équipe du film monte un studio à Paris où travaillent 15 dessinateurs chargés de la composition de l'image (layout), vingt animateurs et vingt dessinateurs d'animation. Rémi Chayé tient à ce que le studio soit monté en respectant une parité entre hommes et femmes à postes égaux ou équivalents. L'animation du film en aplats de couleurs représente une contrainte technique : les dessinateurs travaillent en dessin au trait et les animateurs, en recevant les dessins, doivent les réinterpréter en ne gardant que les aplats, ce qui suppose un soin particulier afin que l'image finale reste lisible. Les animateurs et les dessinateurs d'animation sont répartis en duos de travail afin de faciliter ce travail. L'animation est supervisée par Liane-Cho Han, qui avait participé auparavant à la conception du storyboard : il coordonne le travail sur la conception des images du film (layout) ainsi que le travail propre à l'insertion des personnages dans l'image (le posing). Il met au point une technique d'animation économe en images qui permet d'animer efficacement les expressions des personnages sans utiliser trop de dessins différents, afin de faire face aux contraintes budgétaires. Les contraintes de budget obligent aussi le réalisateur à renoncer à inclure des éclairages animés dans la plupart des scènes du film : seules certaines scènes en comprennent. Lorsque le studio danois Norlum prend part au film à partir de 2013, Liane-Cho Han se charge de coordonner le travail des deux studios.
Les véhicules du film, en particulier les bateaux, mais aussi les trains et les traîneaux et les calèches sont en revanche modélisés en images de synthèse avant d'être dessinés avec un rendu en aplats de couleurs. L'apparence du Norge, le bateau sur lequel embarque Sacha, connaît plusieurs versions successives. Rémi Chayé l'imagine d'abord en s'inspirant du navire de Shakleton, l’Endurance, en s'inspirant des photographies de l'expédition par Franck Huxley pendant l'expédition Endurance. Mais ce navire est un trois-mâts barque dont l'équipage doit comprendre une quarantaine de personnes, ce qui fait trop de monde à animer. Chayé fait alors appel à Sébastien Godard, un animateur passionné de navigation, qui s'inspire des plans du brick suédois Tre Kronor pour concevoir un brick-goélette auquel il ajoute une propulsion à vapeur.

### Musique
Rémi Chayé souhaite une bande originale qui forme un contrepoint musical, sans tenter d'imiter la musique russe ou de recourir à une musique typique de film d'aventure. Il prend contact avec Jonathan Morali, le compositeur du groupe Syd Matters. L'animatique du film est réalisée en utilisant exclusivement des extraits de la discographie de ce groupe, afin de donner une idée de la future ambiance musicale du film. Jonathan Morali compose ensuite une musique originale pour le film. La scène de la fuite de Sacha avait été accompagnée dans l'animatique par une chanson du groupe dotée de paroles en anglais dans un style assez pop/rock : satisfait de l'impression produite, Chayé choisit de conserver cette chanson dans la bande originale finale.

## Accueil critique

### En France

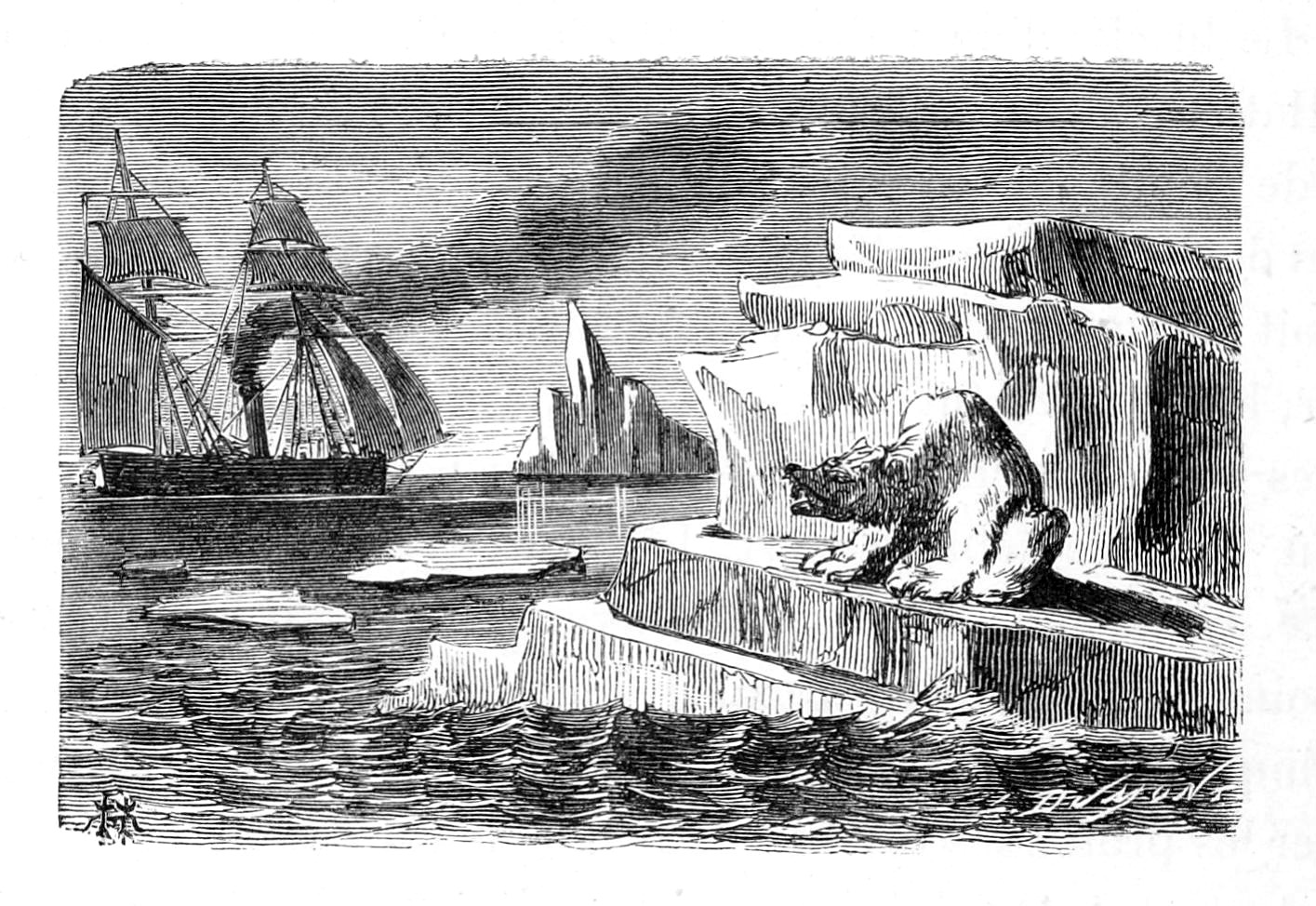
Illustration de Riou et Montaut pour le roman de Jules Verne, Les Aventures du capitaine Hatteras (1866).

Tout en haut du monde reçoit un excellent accueil de la part de la presse française. Au moment du festival d'Annecy 2015, Stéphane Dreyfus remarque dans La Croix que « La force de son souffle emporte le film de Rémi Chayé vers des latitudes cinématographiques rarement atteintes dans le cinéma d’animation français » et compare le film au roman Michel Strogoff de Jules Verne en matière de puissance évocatrice. À la sortie du film en salles en janvier 2016, dans le quotidien Libération, Clément Ghys juge que le film est une réussite car il se place au confluent de plusieurs courants d'animation possibles : celui du film pour enfants classique, mais aussi un rythme parfois délibérément ralenti, celui « des mers gelées qu'il faut patiemment traverser en brise-glaces », dans un récit qu'il rapproche de ceux de Jules Verne. Il apprécie aussi le choix d'un dessin épuré en aplats de couleurs et d'une aventure qui « atteint à quelque chose d’intemporel ». Dans Le Monde, Noémie Luciani parle d'une « aventure aussi grandiose que son trait semble simple, qui rappellera les grandes heures des Aventures du capitaine Hatteras, de Jules Verne. » Dans le quotidien chrétien La Croix, Stéphane Dreyfus voit dans Tout en haut du monde « un récit d'aventures à la construction aussi solide qu'un brise-glaces » qui « ménage ses effets pour livrer quelques séquences haletantes et chargées en émotion », mais il loue aussi « l’image forte rehaussée de grands aplats de couleurs pastel » et le travail sur le son « frappant de réalisme ». Dans l'hebdomadaire culturel Télérama, Guillemette Odicino considère le film comme « un vrai film d'aventures avec souffle et grands sentiments » à l'esthétique « splendide » qu'elle rapproche des toiles d'André Derain et de Nicolas de Staël. Elle est particulièrement convaincue par le personnage de Sacha, dont la persévérance dans un monde d'hommes lui rappelle Mulan de Disney et qui « a tout pour entrer au panthéon des plus jolies héroïnes d'animation ».

### Ailleurs dans le monde
Au Royaume-Uni, le site du magazine de cinéma Screen Daily donne en octobre 2015 une critique favorable du film, qu'il qualifie de « visuellement éblouissant » et montrant le caractère unique du format de l'animation en 2D ; la bande originale lui paraît « appropriée et efficace ». À propos du scénario, il indique que « bien qu'il ne s'embarque pas vers un nouveau territoire, Tout en haut du monde est racontée d'une manière enchanteresse en accordant un soin égal à l'animation et à un développement solide des personnages ». 
Le journal britannique The Guardian publie deux critiques du film en juin 2016. Celle du 17 juin donne au film une note de 4 étoiles sur une échelle de 5 et y voit « une œuvre convenable pour les fans d'animation, et certes un peu lente à mettre son histoire en roue, mais captivante et émouvante dans les développements qui suivent ». L'article estime que le film « ferait un divertissement parfait pour ce marché de niche largement métropolitain des parents qui sont friands de modèles de rôles féminins forts et des enfants qui préfèrent les films du studio Ghibli aux cartoons livrés avec des produits dérivés Happy Meal. ». La critique du 19 juin lui confère une note de 3 étoiles sur 5 et le présente comme une « belle aventure historique animée ». Il lui reproche une « histoire un peu légère et [une] fin abrupte » mais indique que « le charme du film réside dans son jeune protagoniste féminin impavide et, bien sûr, dans les visuels ravissants » qu'il rapproche des affiches de voyage dessinées par l'illustrateur français Roger Broders dans les années 1930.
Dans The Independent, Geoffrey Macnab souligne la différence d'approche complète entre Tout en haut du monde, « bien moins détaillé et frénétique » que les films de Disney ou de Pixar et ne donnant pas dans l'anthropomorphisme ou le mignon. Il rapproche le style graphique de celui d'un livre d'aventure pour enfants. Il reproche au film l'animation inexpressive des visages et son mauvais doublage anglais, mais il juge que ces défauts ne distraient pas le spectateur de ce qui lui semble « un accomplissement narratif passionnant et étonnamment brutal ». Certains thèmes abordés par le scénario (la faim, la lâcheté) lui semblent un peu sombres pour les plus jeunes enfants, mais le résultat lui paraît « passionnant ».
Parmi les critiques britanniques les moins convaincus se trouve Tom Huddleston, du magazine Time Out, qui critique le film en juin 2016. Huddleston accorde au film 2 étoiles sur 5 et le qualifie de « vieillot », lui reproche son scénario « assez plat » et surtout son mauvais doublage anglais. Il apprécie cependant le style visuel « agréablement simple, avec ses visages façon Moumines et ses lavis de couleurs pastel glacées ».
En Roumanie, le magazine Business Review donne une critique positive du film en mars 2016 : Debbie Stowe qualifie le film de « quête élégamment surannée », « superbement réalisée », dont le choix d'une animation traditionnelle est approprié à l'histoire. Le scénario lui semble « conventionnel et sans surprise, mais (...) racontée avec charme et esprit ». Elle apprécie également le choix opéré par la musique du film de mélanger une partition orchestrale habituelle avec quelques séquences de pop.

## Box office
| Pays ou région | Box-office      | Date d'arrêt du box-office | Nombre de semaines |
| -------------- | --------------- | -------------------------- | ------------------ |
| France         | 677 830 entrées | terminé                    |                    |
| Europe         | 68 622 entrées  | terminé                    |                    |
| Total          | 746 452 entrées | terminé                    |                    |

Lors de sa sortie en salles en France fin janvier 2016, Tout en haut du monde démarre avec un peu plus de 41 300 entrées, dont environ 9 300 à Paris. Au cours de sa carrière en salles, le film cumule un peu plus de 203 100 entrées et atteint un taux de rentabilité de 21 % sur la base de ses entrées en France. Le film bénéficiera de reprises les années suivantes, ce qui lui permettra d'atteindre des chiffres bien supérieurs.
L'année de la sortie, le responsable du distributeur du film, Diaphana Films, s'estime déçu, ayant attendu plus du double d'entrées. Sept longs métrages d'animation français sortent durant l'hiver 2015-2016, parmi lesquels plusieurs rassemblent moins d'entrées encore que Tout en haut du monde : Phantom Boy (151 000 entrées), Avril et le monde truqué (117 000 entrées), Dofus, livre 1 : Julith (84 000 entrées), Adama (65 000 entrées). La forte concurrence de ces films tous sortis en quelques semaines est parfois invoquée par les professionnels de l'animation française pour expliquer leur « difficulté à exister » parmi l'offre des films en salles, d'autres facteurs étant la faible durée de leur carrière en salles (les salles ayant tendance à retirer rapidement les films d'animation pour enfants) et l'agressivité publicitaire des films américains dont le budget promotionnel était en moyenne 3,7 fois plus élevé que celui des films français en 2015.

## Distinctions
En 2013, le film devient le Prix Spécial de la Fondation Gan pour le Cinéma. 
En 2015, Tout en haut du monde remporte le prix du public pour un long métrage au Festival international du film d'animation d'Annecy. Il fait aussi partie des films finalistes pour le Cristal du long métrage au même festival. 
En 2016, le film remporte le Grand prix du Tokyo Anime Award à l'occasion de la Tokyo International Anime Fair au Japon. En mars 2016, le réalisateur Rémi Chayé remporte le Cartoon Movie Tribute du Meilleur réalisateur pour Tout en haut du monde à l'occasion du festival Cartoon Movie à Lyon en France. Le film remporte en outre le prix du jeune public au festival Anima (le Festival international du film d'animation de Bruxelles) en Belgique, ainsi que le Prix Jean-Renoir des lycéens 2016.

## Analyse du film
Quelques anachronismes apparaissent au cours du film dont :
- la pénicilline, évoquée par l'un des marins s'occupant du Capitaine du Norge, blessé lors de la tentative de dégagement de son navire. Or les vertus antibiotiques de la pénicilline ne seront découvertes qu'en 1928 par Alexander Fleming.

- le bouche-à-bouche, pratiqué par le mousse Katch pour ramener Sacha. Cette pratique de ventilation artificielle ne sera mise au point qu'à la fin des années 1950.

Sur le plan scientifique, on peut noter l'usage de la boussole pour trouver le pôle : l'aiguille de la boussole indique le pôle "Nord" magnétique et non le pôle Nord géographique. À l'époque de l'histoire, ce pôle était situé sur une des îles canadiennes.

## Édition en vidéo
Tout en haut du monde est édité en DVD par Diaphana en juin 2016. Une version du film en audiodescription pour aveugles et malvoyants et des sous-titres pour sourds et malentendants y sont inclus. Les bonus comprennent un making of de 38 minutes, un commentaire du film par Rémi Chayé et son équipe ainsi que la bande-annonce.